# 남자의 향기 (드라마)
《남자의 향기》는 2003년 5월 14일부터 2003년 7월 10일까지 방영된 MBC 수목 미니시리즈로, 하병무의 소설 《남자의 향기》를 원작으로 하고 있다.

## 등장 인물

### 주요 인물
- 안재모 : 권혁수 역

전라도 군산 출신으로 뱃사공이였던 정득룡의 외아들이다. 어릴 적부터 권투에 뛰어난 실력을 발휘했고, 배다른 동생인 은혜를 동생 이상의 감정으로 목숨 걸고 사랑하는 순정파다. 라이벌이었던 조덕재가 은혜를 겁탈하자 이에 격분해 조덕재 패거리에게 무섭게 보복하고 경찰에 붙들리게 된다. 몆 년 후 출감한 혁수는 새인생을 살아보려 하지만 사채를 쓴 은혜 때문에 도끼파의 조건을 받아들이게 되고, 그것을 계기로 도끼파에 가입하며 암흑세계에 발을 들이게 된다. 도끼파의 부두목으로 각 조직을 접수해 가던 중 도끼파의 보스였던 독고가 잡혀들어가고, 독고의 말에 따라 흑성회에 가입하게 되고 오래 되지 않아 중간보스로 승격하게 된다. 하지만 과거 은혜를 겁탈하고 자신을 끓임없이 증오하던 조덕재가 흑성회의 라이벌 조직인 신성회의 보스가 되면서 끝을 알 수 없는 대결이 시작된다.
- 한은정 : 신은혜 역

혁수의 의붓 동생. 어릴 적부터 혁수를 좋아했고 친오빠 이상의 감정을 느끼고 자라났다. 항구에서 술판을 벌이던 조덕재 일당에게 겁탈을 당하고 고통스러워 하지만 자신의 복수를 하고 경찰에 붙들린 혁수 때문에 더 우울한 나날을 보낸다. 혁수가 출감하고 아르바이트 자리를 소개해주며 새 출발을 해보려 하지만, 도끼파가 운영하는 대부업계에서 사채를 쓰게 되고 그것 때문에 혁수가 해결사로 나서자 가슴 아파한다. 혁수의 도움으로 대학에 다니게 되지만 자신을 끈질지게 구혼 하던 정태환 의원의 아들 정철민에게 강간당하고 임신하여 결혼하게 되고, 그것 때문에 혁수가 마음 아파하자 괴로워한다. 하지만 혁수와의 사이를 의심한 남편 정철민의 폭력으로 인해 가정이 깨지게 되고, 결국 파멸로 치닫게 된다.
- 김정현 : 정철민 역

국회의원 정태환의 아들이자 서울 중앙 지검 검사. 대학시절 은혜를 보고 첫눈에 반했고 그녀에게 끈질기게 구혼하다 결국 강간해 임신시켜 결혼하게 된다. 하지만 은혜 곁을 혁수가 끓임없이 맴돌자 의심이 폭발하고, 결국 은혜를 폭력이라는 사슬로 묶어두려고 한다. 그러나 은혜를 지키려는 혁수와 항상 맞부딪치게 되고 결국 은혜에게 살해당하며 파멸하게 된다.
- 정찬 : 조덕재 역

대한민국에서 제일 세력이 큰 신성회의 보스. 혁수의 라이벌. 군산항구에서 조직을 결성해 조폭이 되었고, 신성회 건수를 하나 처리해 신성회에 줄을 달고 행동대장으로까지 발전했다. 은혜 강간사건의 주범이며, 끓임없이 혁수와 대립하는 인물이다. 자기의 보스를 쳐내고 신성회를 장악한 후 끓임없이 혁수와 반목하며 대결을 벌인다.
- 김태연 : 정민숙 역

혁수의 정부이자 나이트클럽 댄서. 출세 지향적이고 자기 출세를 위해서라면 혁수와 덕재 모두를 이용할 줄 안다. 이후 혁수에게 진심을 느끼게 되지만 덕재에 의해 혁수를 이용하는 올가미로 작용하게 된다.

### 주변 인물
- 이형철 : 흑곰 역

혁수의 충복. 본명은 정회룡이다. 힘이 천하장사로, 원래는 한 구역을 맡아보던 조직의 보스였으나 혁수에게 패한 뒤 평생 충성을 맹새했다. 혁수가 무슨 일이 있든지 항상 그의 곁을 지키며 혁수와 은혜의 아픈 사랑을 지켜본다.
- 한지혜 : 하수민 역

하 회장의 딸이자 은혜의 친구. 혁수를 좋아한다.
- 이주현 : 박상수 역

강력계 조폭담당 형사이자 혁수의 친구. 혁수와 고등학교 시절 동문수학하며 권투를 익힌 권투부장이다. 조폭들에겐 인정사정 없지만 친구인 혁수에게만은 친근하게 대하며 끝까지 친구로서의 의를 다하려고 노력한다.
- 장덕수 : 한철식 역

혁수와 고교 동기. 권투부 출신. 스포츠센터에서 기도 일을 보고 있는데 폼 잡는 것을 좋아해 약간의 허풍이 있으나 인간성은 좋다.
- 김동현 : 최종두 역

별명 까치. 혁수의 고교 동기. 권투부 출신. 흑성회에서 관리하는 나이트클럽 댄서들의 운전사로 대부분의 하루를 스포츠센터에서 보낸다. 한탕 멋지게 벌어 네팔에서 히말라야 산을 보며 사는 게 꿈이다.
- 주민준 : 오영만 역

혁수의 고교 동기. 일찍 결혼해 아이가 유치원에 다니고 있다. 군산에서 식당을 하다가 한철식의 소개로 스포츠센터의 매점을 맡는다.
- 최유란 : 최미선 역

은혜의 여고 동기. 오영만과 눈이 맞아 임신한 뒤 학교를 중퇴하고 살림을 차린다.
- 장항선 : 권득룡 역

혁수의 아버지이자 어부.

### 그 외 인물
- 정호빈 : 오상원 역

서울중앙지검 검사이자 정철민의 선배. 정철민 살해사건 담당검사. 조폭들에게 악명으로 불리는 조폭담당 검사로, 상수의 실력을 알아보고 최측근으로 기용한다. 정철민 살해 직후 정태환 의원의 부탁으로 수사팀을 꾸리고 사건의 진상을 파헤친다.
- 김병기 : 국회의원 정태환 역

정철민의 아버지이자 국회의원. 물욕과 권력욕의 화신이며 은혜를 탐탁히 보지 않는다. 정철민이 살해되자 아들의 명예를 위해 사건을 조작하고 혁수를 죽음으로 몰려한다.
- 이경진 : 신은혜 모 역
- 이규한 : 이양철 역. 혁수의 친구.
- 김상순 : 하 회장 역.
- 박상조 : 김 형사 역.
- 구보석 : 구 형사 역.
- 이희도 : 도끼파 보스 독고 역
- 강인덕 : 황제파 보스 텃새 역
- 서현기
- 박상욱
- 조성규
- 김형일
- 공재원
- 조달환 : 종수 역
- 김성은
- 손민우
- 이칸희
- 지양명
- 최자혜
- 김태현
- 김영호
- 이기열
- 윤희주
- 양현태
- 염재욱
- 오협
- 강보라
- 신동미
- 김철기
- 주우
- 백종헌

## 참고 사항
- 이 드라마는 성폭행 장면을 실어 비난을 샀다.[1]